# Jason Love (basketballer)
Jason Sidney Love (Philadelphia, 15 september 1987) is een Amerikaans voormalig basketballer.

## Carrière
Love speelde collegebasketbal voor de Xavier Musketeers van 2006 tot 2010. Hij werd niet gekozen in de draft van 2010 en speelde dat jaar de NBA Summer League voor de Philadelphia 76ers maar geraakte geblesseerd aan de kruisbanden en revalideerde een jaar. Hij tekende in juli 2011 een contract bij Wolves Verviers-Pepinster. Hij speelde een seizoen bij Pepinster en was de beste rebounder van de competitie. Hij tekende het volgende jaar bij de Antwerp Giants waar hij een seizoen speelde. In 2013 kreeg hij een contract voor een seizoen bij Belfius Mons-Hainaut. Zijn contract werd aan het einde van het seizoen voor een jaar verlengd.
In 2015 tekende hij in Israël bij Maccabi Kiryat Gat maar keerde in januari al terug naar België bij Limburg United waar hij de rest van het seizoen 2015/16 doorbracht als vervanger van de vertrokken Nieuw-Zeelander Rob Loe. In 2016 tekende hij bij het Turkse TED Kolejliler. Daarop ging hij spelen bij BC Khimik, in 2017 tekende hij een contract bij Belfius Mons-Hainaut dat niet verlengd werd. In 2018 speelde hij nog een tijdje voor Unión de Santa Fe voordat hij zijn pensioen aankondigde.
Love keerde na zijn spelerscarrière in 2018 terug naar Philadelphia en ging aan de slag als graduaat-assistent bij de Louisville Cardinals van de University of Louisville. In 2019 kreeg hij een job bij de Philadelphia 76ers als Player Development Associate.